# یوردانوو
یوردانوو (به لاتین: Jordanów) یک منطقهٔ مسکونی در لهستان است که در شهرستان سوخا واقع شده‌است. یوردانوو ۲۱٫۰۳ کیلومتر مربع مساحت و ۵٬۲۳۴ نفر جمعیت دارد.

## خواهرخوانده
شهر بخش اسکشوند خواهرخواندهٔ یوردانوو هست.